# Svend Aage Frederiksen
Svend Aage Frederiksen (5. april 1920 i Bogense – 16. juni 1999) var en dansk atlet som var medlem af Nyborg Gymnastik- og Idrætsforening. Han deltog i hammerkast på OL 1948, hvor han blev nummer ti på 50,07. To år efter blev han nummer syv på EM med 50,01. Han vandt syv danske mesterskaber i hammerkast og et i vægtkast

## Internationale mesterskaber
- 1950 EM Hammerkast nummer 7 50,01
- 1948 OL Hammerkast nummer 10 50,07

## Danske mesterskaber
- Sølv  1960  Vægtkast   16,16
- Sølv  1959  Hammerkast   55,00
- Sølv  1959  Vægtkast   16,21
- Sølv 1958  Vægtkast   15,77
- Guld  1957  Hammerkast   55,19
- Sølv  1957  Vægtkast   16,11
- Guld  1956  Hammerkast   54,89
- Sølv  1956  Vægtkast   15,88
- Sølv  1955  Hammerkast   51,23
- Sølv  1955  Vægtkast   15,64
- Sølv  1954  Hammerkast   50,64
- Guld  1953  Hammerkast   54,31
- Sølv  1953  Vægtkast   16,48
- Guld  1952  Vægtkast   16,15
- Sølv  1952  Hammerkast   52,73  PI
- Guld  1951  Hammerkast   53,12
- Sølv  1951  Vægtkast   15,77
- Guld  1950  Hammerkast   53,10
- Guld  1949  Hammerkast   52,34
- Guld  1948  Hammerkast   52,28
- Sølv  1947  Hammerkast   48,46
- Bronze  1946  Hammerkast   47,75
- Sølv  1945  Hammerkast   49,69
- Bronze  1945  110 meter hæk   16.4
- Sølv  1944  Hammerkast   47,02
- Bronze  1944  110 meter hæk   16.3

## Personlig rekord
- Hammerkast: 56,11 København 27. juni 1957